# Mamanguape (kommun)
Mamanguape är en kommun i Brasilien.   Den ligger i delstaten Paraíba, i den östra delen av landet, 1 700 km nordost om huvudstaden Brasília. Antalet invånare är 42 330.
Följande samhällen finns i Mamanguape:
- Mamanguape

Omgivningarna runt Mamanguape är en mosaik av jordbruksmark och naturlig växtlighet. Runt Mamanguape är det ganska tätbefolkat, med 134 invånare per kvadratkilometer.